# Serigne
Ne doit pas être confondu avec Sérigné.
Le titre de Serigne (Seriñ), en wolof, est équivalent au titre honorifique arabe Cheikh, c'est-à-dire guide spirituel ou maître coranique. 
Il est porté notamment par les maîtres coranique[Combien ?] et aussi les chefs religieux des confréries Tijaniyya mouride, etc.
Le Grand Serigne de Dakar est le chef de la communauté lébou.

## Autre
C'est aussi parfois un prénom. Serigne Ousmane Dia est ainsi le vrai nom d'un champion de lutte sénégalaise.